# Argentinsk hundhaj
Argentinsk hundhaj (Mustelus schmitti) är en hajart som beskrevs av Springer 1939. Argentinsk hundhaj ingår i släktet Mustelus och familjen hundhajar. IUCN kategoriserar arten globalt som starkt hotad. Inga underarter finns listade i Catalogue of Life.